# Генрик Літвін
Генрік Ян Литвин (пол. Henryk Jan Litwin, нар. 13 березня 1959, Варшава, Польща) — польський історик та дипломат, Надзвичайний і Повноважний Посол Польщі в Україні (2011—2016).

## Освіта
У 1982 закінчив навчання в Історичному інституті Варшавського університету, після чого продовжив навчання в аспірантурі Інституту польської історії Польської академії наук. У 1988 захистив кандидатську дисертацію на тему «Наплив польської шляхти в Україну в 1569—1648 роках».
Володіє українською, англійською, італійською, російською мовами.

## Наукова діяльність
1988—1991 — ад'юнкт Інституту історії Польської академії наук.

## Дипломатична робота
З 1991 працює в Міністерстві закордонних справ Польщі. Був керівником Консульського агентства Польщі у Львові, а з 1993 — першим в історії генконсулом Польщі у Львові.
1994—1995 — працював в Польському інституті історії Фонду Ланцкоронських в Римі.
1995 — повернувся до дипломатичної служби. Був заступником директора Департаменту Європа-Схід, відповідав за взаємини Польщі з Білоруссю, Україною і Молдовою.
Від 1997 був повноважним радником-міністром і керівником консульського відділу в Посольстві Польщі в Римі.
2002—2005 — заступник посла і керівник політичного відділу Посольства Польщі в Росії. Після повернення до країни був начальником відділу Російської Федерації, а також заступником директора Департаменту східної політики МЗС Польщі.
З лютого 2006 до 7 травня 2010 — Надзвичайний і Повноважний Посол Польщі в Білорусі. Через напругу в двосторонніх взаєминах вірчі грамоти вручив лише 11 грудня 2007.
7 травня 2010 — призначений заступником Міністра закордонних справ Польщі (після загибелі Анджея Кремера в Смоленській авіакатастрофі 10 квітня 2010 року).
2 червня 2011 р. вручив заступнику міністра закордонних справ України Павлу Клімкіну копії вірчих грамот і приступив до виконання обов'язків посла Польщі в Україні.
14 червня 2011 року вручив вірчі грамоти Президенту України Віктору Януковичу.

## Видання українською
- Літвін Г. З народу Руського. Шляхта Київщини, Волині та Брацлавщини (1569—1648). — Київ: Дух і Літера, 2016. — 616 с.